# Binche-Chimay-Binche 2021
La Binche-Chimay-Binche 2021 - Mémorial Frank Vandenbroucke, ventiquattresima edizione della corsa, valida come evento dell'UCI Europe Tour 2021 categoria 1.1, si è svolta il 5 ottobre 2021 per un percorso di 198,6 km, con partenza ed arrivo a Binche, in Belgio. È stata vinta dall'olandese Danny van Poppel, al traguardo in 4h44'45" alla media di 41,847 km/h, davanti al norvegese Rasmus Tiller e al belga Lionel Taminiaux.

## Squadre partecipanti
| N.    | Cod. | Squadra                       |
| ----- | ---- | ----------------------------- |
| 1-7   | ISN  | Israel Start-Up Nation        |
| 11-16 | ACT  | AG2R Citroën Team             |
| 21-27 | IWG  | Intermarché-Wanty-Gobert Mat. |
| 31-37 | DQT  | Deceuninck-Quick Step         |
| 41-47 | TJV  | Jumbo-Visma                   |
| 51-57 | LTS  | Lotto Soudal                  |
| 62-67 | TFS  | Trek-Segafredo                |
| 71-77 | ARK  | Team Arkéa-Samsic             |
| 81-87 | APF  | Alpecin-Fenix                 |

| N.      | Cod. | Squadra                         |
| ------- | ---- | ------------------------------- |
| 91-96   | BBK  | B&B Hotels p/b KTM              |
| 101-107 | BWB  | Bingoal Pauwels Sauces WB       |
| 111-117 | SVB  | Sport Vlaanderen-Baloise        |
| 121-127 | TEN  | TotalEnergies                   |
| 131-137 | UXT  | Uno-X Pro Cycling Team          |
| 151-157 | BSC  | Black Spoke Pro Cycling Academy |
| 161-167 | DDS  | Development Team DSM            |
| 171-177 | EVO  | EvoPro Racing                   |
| 191-197 | TIS  | Tarteletto-Isorex               |

## Ordine d'arrivo (Top 10)
| Pos. | Corridore         | Squadra     | Tempo    |
| ---- | ----------------- | ----------- | -------- |
| 1    | Danny van Poppel  | Intermarché | 4h44'45" |
| 2    | Rasmus Tiller     | Uno-X       | a 3"     |
| 3    | Lionel Taminiaux  | Alpecin     | a 5"     |
| 4    | Hugo Hofstetter   | Israel      | a 7"     |
| 5    | Stan Dewulf       | AG2R Citr.  | s.t.     |
| 6    | Christophe Noppe  | Arkéa       | s.t.     |
| 7    | Milan Menten      | Bingoal     | s.t.     |
| 8    | Daan Hoole        | Trek        | s.t.     |
| 9    | Dylan Groenewegen | Jumbo       | s.t.     |
| 10   | Andrea Pasqualon  | Intermarché | s.t.     |